# 지치부 철도 2000계 전동차

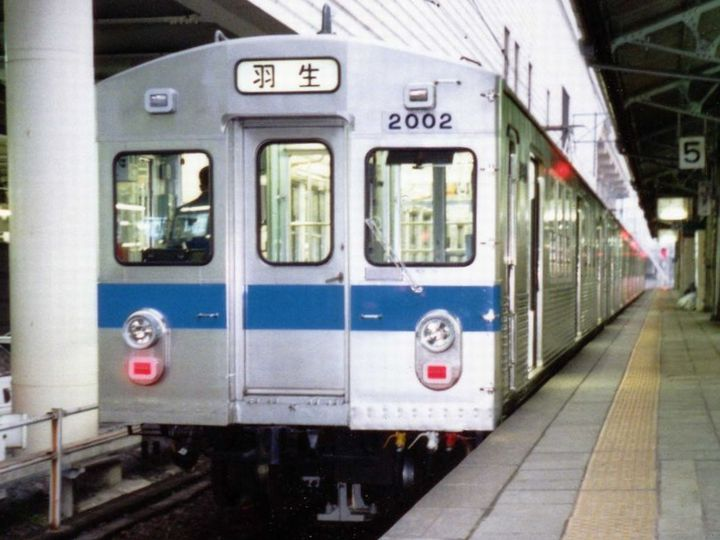

지치부 철도 2000계 전동차는 지치부 철도가 도쿄 급행 전철사의 7000계 전동차를 구입하여 개조한 전동차이다. 모두 도요전기제 인버터를 사용한 차량이다. 이 차량은 도큐 메구로선에서 운행하던 차량을 개조해 4량 1편성으로 운행했었다. 이 차량은 2000년에 지치부 철도 5000계 전동차에게 자리를 넘겨주고 전량 폐차되었다. 도큐 전철 7000계 차량으로는 첫 노련 폐차가 된 차량군이다.